# フレンチ・コネクション (衣服)
フレンチ・コネクション(FRENCH CONNECTION)は、1972年にイギリスで創業した服飾系企業であり、衣料品やアクセサリー、香水などを世界各国で販売している。創業者ステファン・マークスがロンドンで起業した当時、デザイン部門にフランス人が多く、イギリスとフランスのテイストを併せ持ったデザインが特徴とされたという。

## 流通
世界各国に店舗網を展開している。衣料販売の主力は直営店舗によるが、その他の店舗にも商品を提供している。
日本では、日本法人である株式会社フレンチコネクションジャパン
が原宿・表参道に旗艦店を構えるなど、2001年から東京周辺を中心に全国に十数店舗を展開したが、2010年2月で日本から一時撤退。
2011年10月、新生フレンチコネクションジャパン発足にともない、日本公式オンラインサイトでの販売を再開。今後は実店舗の展開も予定されており、日本に再上陸した。

## ブランド

### fcuk

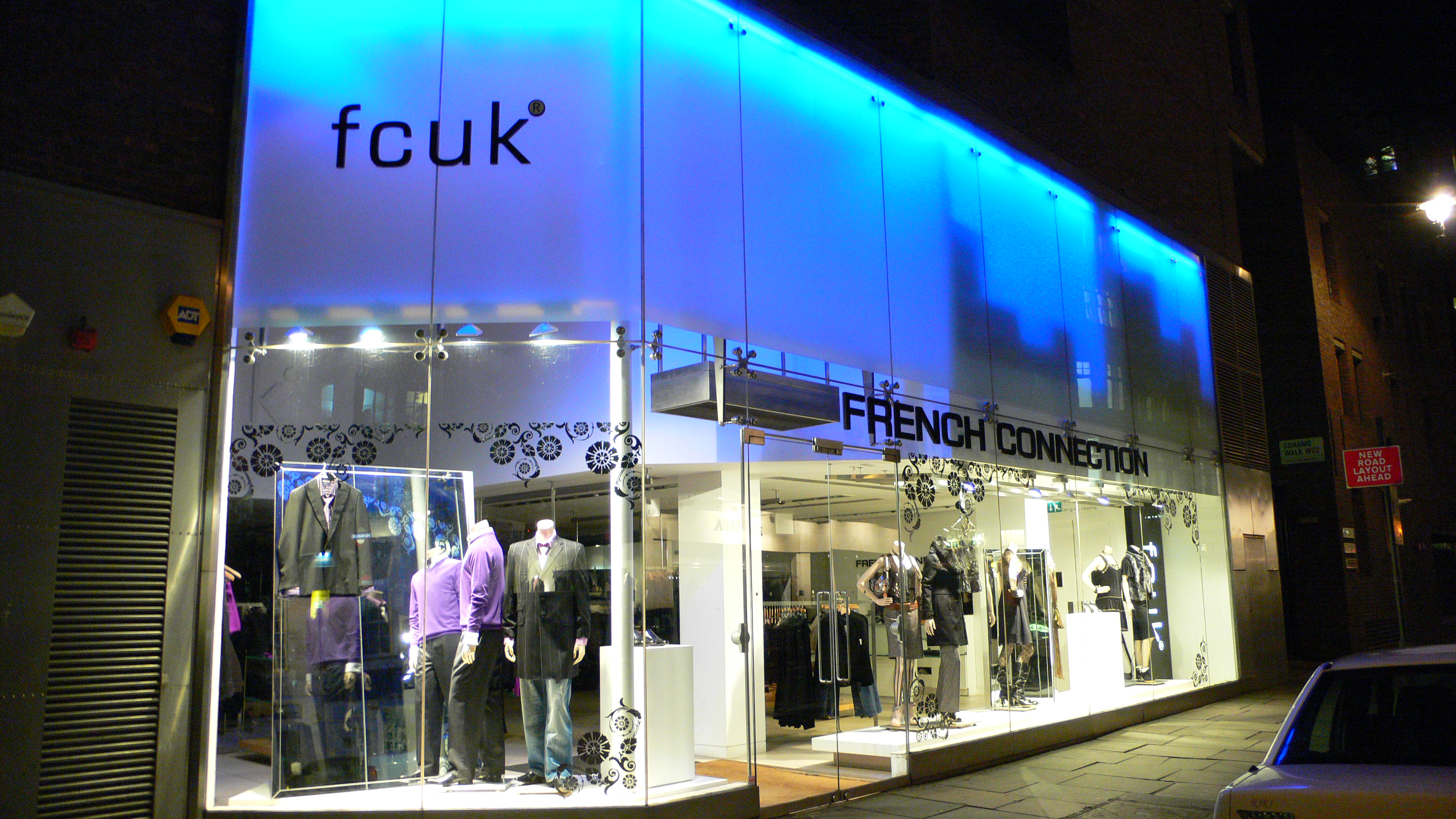
ロンドン、コヴェント・ガーデンの店舗

1997年4月、フレンチ・コネクションは、「fcuk」(通常は小文字で表記される) というブランドを導入した。この略記表現は、ファックスで香港(Hong Kong) の店舗とやり取りをする中で「FCHK to FCUK」といった標題が付けられていたことから、思いつかれたものであったらしい。同社はこれを、「French Connection United Kingdom」の略記表現であると当初から主張したが、綴り字が「fuck」と酷似しているとして論争を惹起した。
フレンチ・コネクションは、このブランド名をめぐる論争を利用する形で、「fcuk fashion」、「fcuk this」、「hot as fcuk」、「mile high fcuk」、「too busy to fcuk」、「lucky fcuk」、「Fun Comes Usually Kneeling」、「fcuk on the beach」、「Cool as fcuk」、などのメッセージを記したTシャツ類を売り出し、大人気を博した。こうした中には、特定の地域だけで通用するメッセージを記したものもあり、「fondle constantly until knackered」はイギリスで、「fcuk in hull」、「no fcukin worries」はオーストラリアで了解される特有の表現であった。「Chugging the fcuk」や「Munching on fcuk」も人気のあるシャツだったが、程なくして不適切であるとされた。
2001年、フレンチ・コネクションがサンフランシスコに進出した際には、新店舗に「San Francisco's first fcuk」という大きな横断幕が掲げられた。
2007年、フレンチ・コネクションは、商標権の侵害をしているとして、「fcuk」を社名の略記表現に用いていた「First Consultants UK Ltd」というコンピュータ会社のオーナーを、高等法院に訴えた。この裁判の中で、（当時、このコンピュータ会社が用いていた）インターネットの「fcuk.com」というドメインは、フレンチ・コネクションがイギリスで商標登録を申請する前から使用されていたことが明らかにされ、訴えは却下された。差し止め請求を棄却したラティー判事は、フレンチ・コネクションによるこの表記の使用を「趣味の悪い不愉快なキャンペーン」と表現した。
フレンチ・コネクションは、一時期、パロディ的な略称として「cfuk」("Conservative Future UK" の略記) を用いていた青年政治組織「Conservative Future」にも、法的措置をとると威嚇した。
ウェールズのモールド刑事法院のダニエル判事は、ある裁判の陪審員候補の一人が「mis-spelt Anglo Saxon word」と記された fcuk のTシャツを着ていたことを見とがめ、それが注意を散漫にさせ、法廷の威厳を損なうものであるとして、その候補を陪審から除外した。
長年、フレンチ・コネクションの広告に関する苦情を受けていたイギリスの広告基準協議会は、同社の広告多数を禁止処分とし、全てのポスターについて公表前に協議会に提出して事前承認を得るよう命じた。
「fcuk」ブランドは、アメリカ合衆国でも議論を呼び、マサチューセッツ州ボストンのトマス・メニノ市長は、フレンチ・コネクションに対して、市内の広告看板からすべての広告を撤去するよう求めたと地元のフリーペーパー「Boston Metro」で報じられた。（保守的なカトリック系団体）全米家族協会(The American Family Association) は、「fcuk」ブランド商品のボイコットを呼びかけている。

### Fashion vs Style
2006年2月、フレンチ・コネクションはそれまでの「fcuk」広告に代えて、新たに「Fashion vs Style」キャンペーンを開始した。このキャンペーンの最初の広告は、デヴィッド・ボウイの息子であるダンカン・ジョーンズが監督した、「Fashion」と「Style」という二人の女性がキャットファイトを繰り広げるという趣向のテレビ・コマーシャルだった。
このコマーシャルは、その暴力性や、途中で女性同士のキス・シーンが入ることが批判された。
イギリスのメディアの報道によると、このコマーシャルが放送された最初の週に、120件を超える苦情が寄せられたとされており、かつての「fcuk」キャンペーン同様の議論を呼ぶ可能性があるとされた。
「fcuk」を批判したメニノ・ボストン市長は、「Fashion vs Style」のキャンペーンについても、女性に対して侮蔑的であるとして、市内のフレンチ・コネクション2店舗に掲げられていた2人の女性が喧嘩するデザインのポスターを撤去するよう求めた
。